# Trigger
Een trigger is een mechanisme, dat een proces in gang zet. Meestal ontstaat de trigger als er in een ander proces aan een vastgestelde voorwaarde wordt voldaan, zoals het overschrijden van een grenswaarde. In andere context wordt het startsignaal bedoeld voor een geluid, beeld, respons of proces, dat bijvoorbeeld met de hand kan worden gegeven. Een goede Nederlandse vertaling voor het woord trigger is er niet. 
Het woord trigger is ontleend aan het Engels, waar het aanvankelijk alleen gebruikt werd voor mechanische zaken als een geweer (de trekker) of een dierenval. 
Het woord wordt nu ook in bredere zin toegepast, ook als werkwoordsvorm: triggeren (in gang zetten, uitlokken, opwekken). In het Nederlands wordt het woord in sommige gevallen gebruikt voor de vastgestelde voorwaarde in de betekenis van "grenswaarde". Ook wordt het gebruikt in de betekenis van "aanleiding": de druppel die de emmer doet overlopen. 

## Voorbeelden
Het gebruik van het begrip trigger is te vinden op verschillende terreinen: 
- In de muziek wordt een trigger bij sommige blaasinstrumenten met ventiel gebruikt.
- Bij een elektronisch drumstel wordt een trigger gebruikt om het voorgeprogrammeerde geluid af te spelen.
- Een trigger in een database is een stukje programmacode, dat bij het bewerken van gegevens nagaat of er in die bewerking aan een vastgestelde voorwaarde wordt voldaan en dat, als dat zo is, een actie onderneemt.
- In de effectenhandel wordt het woord trigger gebruikt voor de grenswaarde van de prijs van een aandeel waarop een koop- of verkooporder in gang moet worden gezet. Zie stop order.
- In de psychologische terminologie wordt gesproken van triggers die een bepaald gedrag of gevoel opwekken, of herinnering bovenhalen. Bij een publicatie wordt soms een triggerwaarschuwing vermeld, die onder meer nuttig kan zijn voor mensen met een psychotrauma, of meer algemeen, mensen die overgevoelig zijn met betrekking tot een bepaald onderwerp.
- In de elektronica is een trigger een signaal(ingang) waarmee een schakeling of component wordt geactiveerd, zie gate.
- Bij een explosief is de trigger de ontsteking die de explosie in gang zet.
- Bij een allergische reactie kan bijvoorbeeld een smaakversterker als trigger optreden.

## Trivia
- De Trigger 50 is een eencilinder tweetakt scootervoertuig.
- Trigger is ook de naam van het paard in The Roy Rogers Show van de zingende cowboy-acteur. Dit paard viel voor dood neer, als een schot klonk. Als Roy Rogers daarna floot, stond het paard weer op. Toen het paard echt dood was, heeft Rogers het laten opzetten.

Pogingen om tot een Nederlandse vertaling van het woord trigger te komen leveren op:
- Schakelaar, bedoeld wordt dan een (druk)schakelaar waarmee iets in werking wordt gesteld. Dit woord heeft als nadeel dat het alleen wordt gebruikt in verband met elektriciteit.
- Trekker, dit is de letterlijke vertaling, maar wordt uitsluitend gebruikt bij wapens
- Veroorzaker, met name van reacties en gedrag
- Aanleiding, de reden om ergens mee te beginnen
- Startknop, met name bij elektrische apparatuur, zoals een drumcomputer en een pulsrelais voor trappenhuisverlichting